# Redheugh Park

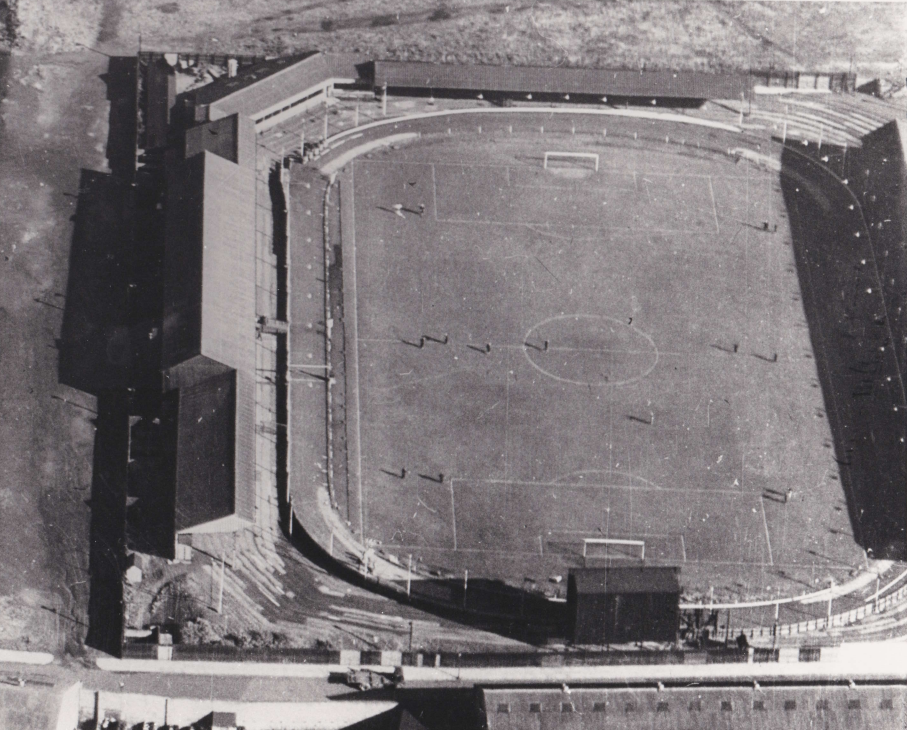
Redheugh Park mit Windhunderennbahn (ca. 1950)

Der Redheugh Park war ein Stadion im englischen Gateshead, das insbesondere für Fußballspiele und Windhundrennen genutzt wurde.

## Geschichte
Der Redheugh Park wurde 1930 eröffnet, nachdem der von finanziellen Problemen geplagte FC South Shields von South Shields nach Gateshead umzog und fortan als AFC Gateshead den Spielbetrieb aufnahm. Das Stadion entstand an Stelle des Redheugh-Landguts, das bis 1713 in Besitz der Familie Redheugh gewesen war und nach Bau von Eisenbahn und Industrieanlage in der Umgebung nur noch eingeschränkt nutzbar war. Es fasste rund 12.000 Zuschauer, in der Spitze kamen zu einem Ligaspiel 20.752 Zuschauer. Der Klub spielte seinerzeit in der Third Division der Football League, so dass trotz des Umzugs die finanzielle Lage maßgeblich von den Zuschauereinnahmen abhing. 1937 wurde eine Trasse für Windhundrennen im Stadion eröffnet, die sich neben den Einnahmen bei den Fußballspielen als wesentlich für das finanzielle Überleben des Klubs insbesondere nach dem Abstieg in die neu eingeführte Fourth Division 1958 und der verpassten Wiederwahl für die Teilnahme dort nach Belegen des letzten Tabellenplatzes 1960 herausstellte. Als die Konzession für Hunderennen 1966 auslief, veranstaltete der finanziell klamme Klub zeitweise in der Sportstätte Speedwayrennen. Nach einem Brand 1971 musste das Stadion geschlossen werden und der zwischenzeitlich in die Wearside Football League abstiegene Klub wurde 1973 aufgelöst.
1973 wurde der Redheugh Park abgerissen. Der AFC Gateshead war zwischenzeitlich ins Gateshead Youth Stadium umgezogen, dass in der Folge ausgebaut wurde. Um das modernisierte Stadion zu nutzen, wurde 1977 der FC Gateshead gegründet.